# Visual Basic
Visual Basic (VB), udviklet af Microsoft, er et objektorienteret programmeringssprog, som opererer indenfor en ramme af grafiske objekter med allerede indbyggede egenskaber, metoder og hændelser, som kan styres via kode. VB er afledet fra programmeringssproget Basic.
Anvendes til opbygning af grafiske brugergrænseflader, med Windows layout, til at ’styre’ underliggende databaser etc.

## Programmeringsprog afledt fra VB
- VBScript er standardsproget for Active Server Pages (ASP) , og kan bruges i Windows scripting og client baseret hjemmeside scripting.

- Visual Basic.net er en bagud kompatibel opdatering af VB og er en del af Microsoft’s .NET platform.

- Visual Basic for Applications (VBA) giver mulighed for at udvikle makroer. VBA er en integreret del af Microsoft Office familien.